# Las nuevas leyendas de Mono
The New Legends of Monkey, conocida en España e Hispanoamérica como Las nuevas leyendas de Mono, es una serie de televisión australiana inspirada en Saiyūki, una producción japonesa de los años 70 y 80 que obtuvo seguidores de culto en Nueva Zelanda, Australia, el Reino Unido y Sudáfrica. La producción japonesa se basó en la novela china del siglo XVI Viaje al Oeste, la misma en la que se inspiró Akira Toriyama para su manga Dragon Ball.
Es una coproducción entre ABC Me, TVNZ y Netflix y consta de diez episodios en su primera temporada, que fue estrenada el 28 de enero de 2018. Está producida por See-Saw Films y Jump Film & TV y escrita por Jaqueline Perske.

## Argumento
Una joven aprendiz huérfana, superviviente al ataque de un demonio en un monasterio, se hace pasar por el monje Tripitaka que estaba destinado a liberar al Rey Mono. Este fue encerrado en una montaña durante 500 años. Ella, el rey y los dioses Porco y Árida se embarcan en un viaje a través de una antigua y fantástica tierra, ahora gobernada por demonios malvados, para recoger pergaminos de sabiduría perdidos.

## Reparto

### Principal
- Chai Hansen como Monkey / Mono[4]
- Luciane Buchanan como Tripitaka[5]
- Josh Thomson como Pigsy / Porco[6]
- Emilie Cocquerel como Sandy / Árida[4]

### Recurrente
- Jarred Blakiston como Font Demon
- Josh McKenzie como Davari
- Jordan Mooney como Raxion
- Rachel House como Monica
- Daniel Watterson como Shaman
- Bryony Skillington como Princesa Locke
- JJ Fong como Lusio
- Jayden Daniels como Gaxin

## Episodios
| # | Título                              | Dirigido por     | Escrito por                    | Fecha de estreno     |
| --- | ----------------------------------- | ---------------- | ------------------------------ | -------------------- |
| 1 | «Que no muera la esperanza»         | Gerard Johnstone | Jacquelin Perske               | 28 de enero de 2018  |
| Cuando un demonio roba una corona mágica perteneciente a unos monjes, la aprendiz huérfana que vive en ese monasterio huye para despertar al Rey Mono, que está petrificado en una montaña. |                                     |                  |                                |                      |
| 2 | «En ninguna parte»                  | Gerard Johnstone | Jacquelin Perske               | 28 de enero de 2018  |
| Después liberar al Rey Mono, Tripitaka se sorprende por la indiferencia de este a la misión del Erudito. Antes de salir a la búsqueda de los pergaminos, ella encuentra un nuevo aliado donde menos se lo esperaba.                                                                                 |                                     |                  |                                |                      |
| 3 | «El viaje comienza»                 | Gerard Johnstone | Jacquelin Perske               | 28 de enero de 2018  |
| Cuando Mono y Árida son prisioneros de la princesa Locke, Tripitaka huye e intenta convencer a Porco para que abandone a su amante y la ayude a rescatar a los dos dioses. |                                     |                  |                                |                      |
| 4 | «El regreso del Rey Mono»           | Gerard Johnstone | Craig Irvin & Jacquelin Perske | 29 de enero de 2018  |
| Cuando los héroes comienzan su viaje hacia el oeste, son interceptados por una banda de bandidos rebeldes que adoran la leyenda del Rey Mono. Cuando el líder descubre que Tripitaka puede controlar la corona mágica de Mono, planea capturar a Mono.                                              |                                     |                  |                                |                      |
| 5 | «Las Tierras de la Doma»            | Craig Irvin      | Craig Irvin                    | 30 de enero de 2018  |
| Mono, Porco y Árida son atrapados y seducidos por un demonio chamánico que se los lleva a una extraña prisión. Tripitaka debe usar todas sus fuerzas para sacar a sus aliados de esta prisión y averiguar qué quieren los demonios con los dioses capturados.                                       |                                     |                  |                                |                      |
| 6 | «Una corona no te convierte en rey» | Craig Irvin      | Jacquelin Perske               | 31 de enero de 2018  |
| A medida que Mono viaja más allá de su pasado, Tripitaka debe actuar rápidamente antes de que este se pierda para siempre. Usando el sutra, ella es encuentra un camino para ir tras Mono y al hacerlo desentraña el misterio de su encarcelamiento 500 años antes.                                 |                                     |                  |                                |                      |
| 7 | «Hasta que te conocí»               | Gerard Johnstone | Craig Irvin                    | 1 de febrero de 2018 |
| Mientras Tripitaka, Mono, Porco y Árida huyen del chamán y su secuaz demoníaco, buscan refugio en un extenso bosque. Cuando el chamán y sus hombres detienen su persecución, el grupo piensa que están a salvo, pero un enemigo aún más mortal se esconde en la maleza oscura listo para atacar ... |                                     |                  |                                |                      |
| 8 | «Te falta una parte»                | Gerard Johnstone | Samantha Strauss               | 2 de febrero de 2018 |
| Tripitaka abandona la búsqueda para ir en busca de su madre, pero Árida no la deja viajar sola. Mientras tanto, Mono y Porco deciden ir en busca de los demonios, antes de ser perseguidos por ellos mismos.                                                                                        |                                     |                  |                                |                      |
| 9 | «En busca de Tripitaka»             | Craig Irvin      | Craig Irvin                    | 3 de febrero de 2018 |
| Mientras Mono y Porco se ocultan a simple vista dentro de las paredes del palacio de Davari, Tripitaka descubre por qué Davari está tan decidido a traducir los Sagrados Pergaminos. |                                     |                  |                                |                      |
| 10 | «Un héroe para salvarnos»           | Craig Irvin      | Jacquelin Perske               | 4 de febrero de 2018 |
| Mientras Mono y Porco se introducen a escondidas en el banquete de Davari, Tripitaka se apresura a desvelar descifrar el secreto para controlar al ejército de demonios antes de que Davari pueda usar sus nuevos poderes.                                                                          |                                     |                  |                                |                      |

## Estreno
Los primeros tres episodios se estrenaron en Australia el 28 de enero como un telefilme de 90 minutos. Los siguientes episodios posteriores de la serie de diez se publicaron diariamente hasta el 4 de febrero de 2018. TVNZ2 los comenzó a emitir el 20 de abril en nueva Zelanda. Netflix la lanzó para el resto del mundo el día 27 de abril del mismo año.